# Magnus Öring
Magnus Öring, född 16 maj 1647 i Örtomta socken, Östergötlands län, död 5 december 1685 i Tjällmo socken, Östergötlands län, var en svensk präst.

## Biografi
Öring föddes 1647 i Örtomta församling. Han var son till kyrkoherden Petrus Argillander och Kerstin Johansdotter Trast i Örtomta församling. Öring blev 20 oktober 1666 student vid Uppsala universitet. Han prästvigdes 24 december 1676 till komminister i Tjällmo församling. 1682 blev han kyrkoherde i församlingen. Öring avled 1685 i Tjällmo församling.

### Familj
Öring gifte sig 1676 med Dorothea Thoresdotter (1654-1729). Hon var dotter till kyrkoherden Thorerus Frostonis i Örtomta församling. De fick tillsammans barnen Elisabeth Öring (1681–1756) som var gift med kyrkoherden Jonas Cronstrand i Varvs församling, kyrkoherden Magnus Öring (1682–1721) i Fornåsa församling, Christina Öring som var gift med kyrkoherden Petrus Rosinius i Vallerstads församling och Dorothea Öring (död 1696). Thoresdotter gifte om sig efter makens död med kyrkoherden Jonas Lithunius i Tjällmo församling.